# Wohnsiedlung Grossacker
Die Wohnsiedlung Grossacker ist eine städtische Wohnsiedlung in Mittelleimbach. Sie ist die 38. von der Stadt Zürich gebaute Wohnsiedlung und war 1981 bezugsbereit. Aufgrund der rosaroten Farbe des Aussenputz trägt die Siedlung lokal den Kosenamen «Säuliacker».

## Geschichte
Bis in die 1970er Jahre war Mittelleimbach am Ausgang des Sihltals ein kleiner Weiler in unverbautem Grünland mit Baumgärten. Eine rege Bautätigkeit setzte erst nach dem Bau der Leimbachstrasse und dem Zentrum Leimbach ein. Die Überbauung war die erste Siedlung südlich der Grossackerstrasse. Anfangs der 1980er Jahre entstanden fast alle städtische Wohnsiedlungen an Hanglagen, nur die Siedlung Unteraffoltern III entstand in der Ebene.

## Bauwerk
Die Überbauung befindet sich am Osthang der Albiskette etwa 70 m über dem Talgrund des Sihltals nahe der Stadtgrenze. Sie wird durch die Grossackerstrasse erschlossen.
Die Siedlung besteht aus drei schräg zum Hang verlaufenden Häuserzeilen. Zwischen den Häusern ist eine Tiefgarage für 72 Autos angeordnet, deren Decke üppig begrünt ist. In den beiden kürzeren gegen die Strasse liegenden Zeilen sind jeweils drei dreistöckige Mehrfamilienhäuser angeordnet. In der hinteren längeren gegen den Risbach angeordnete Zeile befinden sich vier zweistöckige Mehrfamilienhäuser.
Die Überbauung bietet 79 Wohnungen, deren Grösse von 62 m² grossen 2 1⁄2-Zimmer-Wohnungen bis zu 124 m² grossen 5 1⁄2-Zimmer-Wohnungen reicht. Als Besonderheit gibt es im Garten eine künstliche Gemeinschaftshöhle.